# Gianni Giudici
Gianni Giudici (Abbiategrasso, 10 marzo 1946) è un pilota automobilistico italiano.

## Carriera
Dopo aver gareggiato in competizioni italiane come il Superturismo, ha partecipato a vari campionati internazionali tra cui il FIA GT e l'Euroseries 3000. Dal 1993 al 1996 ha preso parte al campionato DTM, dove ha gareggiato in più di cinquanta gare.
Ha ottenuto una certa notorietà extrasportiva a partire da metà anni 90 grazie alla Gialappa's Band e successivamente a YouTube, in seguito a una frase pronunciata fuori campo («Un po' di figa qua?») durante un'intervista a Mimmo Schiattarella al Motor Show di Bologna.
Al termine dell'attività è stato più volte opinionista in programmi televisivi di automobilismo presso le emittenti locali lombarde.